# 6882 Sormano
6882 Sormano este un asteroid din centura principală de asteroizi.

## Descriere
6882 Sormano este un asteroid din centura principală de asteroizi. A fost descoperit pe 5 februarie 1995 la Sormano de Piero Sicoli și Valter Giuliani. El prezintă o orbită caracterizată de o semiaxă mare de 2,55 ua, o excentricitate de 0,10 și o înclinație de 14,4° în raport cu ecliptica.